# Посавски партизански одред (Србија)
Посавски народноослободилачки партизански (НОП) одред формиран је крајем августа 1941. године издвајањем посавских чета из Космајско-посавског одреда. 
Командант одреда је био Коча Поповић, а политички комесар Бора Марковић народни хероји. 
Овој одред је био један од најјачих одреда у Србији 1941. године. Бројао је 2.600 бораца. Терен на коме је овај одред оперисао је раван, те је одред употребљавао специјалан начин ратовања, разбијен у мале водове вршио је успешне нападе дуж комуникација.
Посавски партизански одред водио је не бројне борбе, свакодневно вршећи нападе на немачке колоне. Он је ометао пловидбу бродова на Сави и једно време био потпуно прекинуо пловидбу Савом. 
Заседама на комуникацијама Посавски одред је не само задао велике губитке непријатељу, већ је много помогао при блокади Ваљева. Комуникација Београд-Ваљево, обалу Саве и територију између Ваљева, Шапца и Обреновца држао је Посавски одред. Штаб Посавског одреда био је једно време смештен у ослобођеном Убу.
Крајем октобра 1941. године Посавски одред је водио фронталне борбе с Немцима. У овим борбама Немци су претрпели велике губитке. Врховни штаб је послао одреду муницију из Ужица, али су четници код Карана напали транспорт и запленили муницију. Муниција Посавском одреду није стигла, и он је под притиском Немаца, а без муниције, био присиљен да се повуче на територију западне Србије.
После пада Ужичке републике и повлачења Врховног штаба НОПОЈ-а у Санџак, делови Посавског одреда улазе у сатав Шестог (београдског) батаљона Прве пролетерске ударне бригаде.

## Народни хероји Посавског одреда
Бораци Посавског партизанског одреда одликовани Орденом народног хероја:
- Влада Аксентијевић (1916—1942) политички комесар Првог посавског батаљона
- Вукадин Вукадиновић (1915—1943) политички комесар Трећег батаљона
- Љубомир Живковић Шпанац (1918—1942) политички комесар Београдског батаљона
- Стојан Љубић (1919—1943) командир Треће чете
- Миливоје Манић Миле Албанта (1901—1942) заменик команданта Првог посавског батаљона
- Бора Марковић (1907—1941) политички комесар Одреда
- Рајко Михаиловић (1909—1942) заменик команданта Четвртог батаљона
- Милан Муњас (1923—1943) борац Трећег батаљона
- Синиша Николајевић (1914—1943) командир Четврте чете
- Коча Поповић (1908—1992) командант Одреда